# Svarga

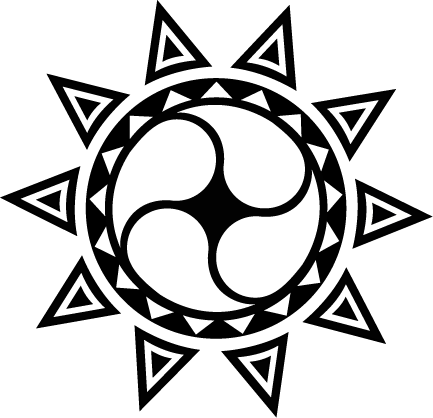
Svarga užívaná rodnověrci z Rodzimy Kosciol Polski

Svarga, též Swarga (sanskrt: स्वर्ग) je označení pro několik hinduistických nebeských světů na vrcholku hory Méru. Jejich centrem je město Amaravatí, kde ležel Indrův palác, obklopený zahradami. V nich roste bájný strom se zlatou kůrou a žije božská kráva Surabhi. Ve Svarze sídlí všichni hlavní védští bohové.
V náhledu současného slovanského pohanství, rodnověří, se slovem svarga nebo svaržice označuje varianta svastiky, solárního symbolu. Dodnes se používá v lidové kultuře a rodnověří, například na domech, výšivkách a kraslicích, historicky i v katolické a pravoslavné církvi. Tento symbol je v rodnověrských interpretacích často spojován s bohem Svarogem a v rodnověří bývá někdy používán výraz svarga pro nebeský ráj. Jako své jméno si jej také zvolilo několik hudebních skupin z východní Evropy.